# کیم تی یانگ
کیم تی یانگ (انگلیسی: Kim Tae-young؛ زادهٔ ۸ نوامبر ۱۹۷۰) یک بازیکن فوتبال اهل کره جنوبی است.
وی همچنین در تیم‌های ملی فوتبال کره جنوبی کره جنوبی کره جنوبی بازی کرده‌است.